# Sprove Runddysse

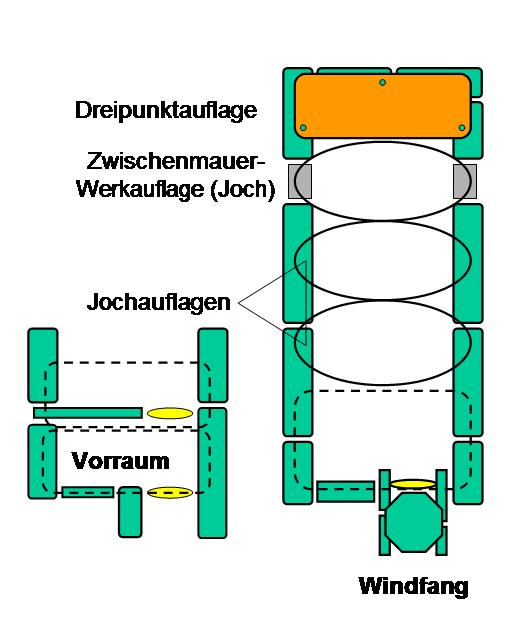
Großdolmentypen

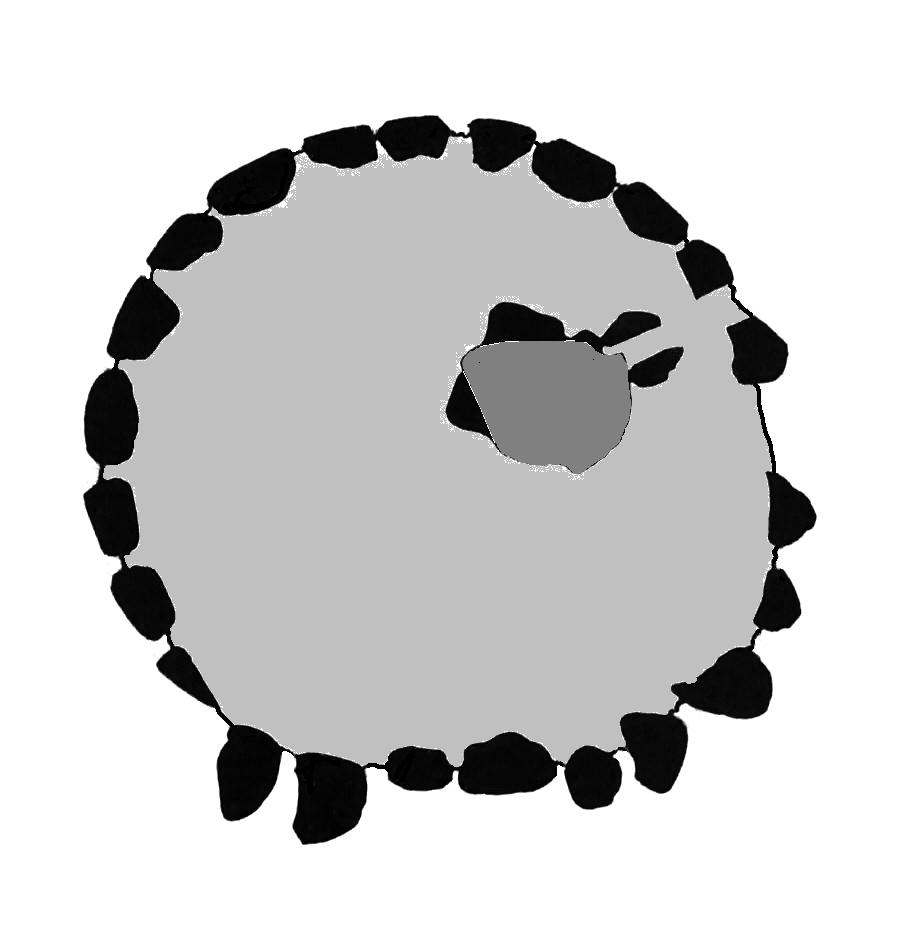
Runddysse Prinzipskizze

Sprove Runddysse, (auch Sprovedyssen) nur 150 m südlich des Kong Asger Høj auf Møn gelegen, ist ein zwischen 3500 und 2800 v. Chr. entstandener Stordysser (dt. Großdolmen) der Trichterbecherkultur (TBK). Mit dem Grønjægers Høj, dem Kong Asger Høj und dem Klekkende Høj bildet er einen der meistbesuchten vorzeitlichen Plätze im Westen der Insel. Neolithische Monumente sind Ausdruck der Kultur und Ideologie neolithischer Gesellschaften. Ihre Entstehung und Funktion gelten als Kennzeichen der sozialen Entwicklung.

## Beschreibung
Der Dolmen von Sprove sieht aus wie andere Runddysser, aber die Kammer, die ursprünglich vollständig im Rundhügel versteckt war, hat einen polygonalen Grundriss und ist größer als die Dolmen in der Runddysse von Vielsted oder im Poskær Stenhus. Die meisten Dolmen besitzen nur einen Deckstein über der Kammer. Dänische Großdolmen besitzen stets mehrere Decksteine (in Deutschland zählen erst Anlagen mit drei und mehr Decksteinen zu dieser Gattung) und fast immer einen gebauten Zugang zur Kammer, der hier jedoch keine Decksteine mehr aufweist.
Die Kammer besteht aus insgesamt sieben Megalithen, deren flache Seiten nach innen in Richtung der Nordwest-Südost orientierten Kammer liegen. Trockenmauerwerk verschloss ursprünglich alle Lücken zwischen den Gang-, Kammer- und Randsteinen, von denen der Hügel umgeben ist. Am westlichen Deckstein befinden sich acht Löcher, die zur Vorbereitung einer Spaltung des Steins eingearbeitet wurden. Das 5300 Jahre alte Monument sollte entweder zur Verfüllung von Straßen oder als Baumaterial für Häfen, Kirchen und Bauernhöfe zerstört werden.

## Kontext
Insgesamt sind auf den nur 231 km² großen Inseln Møn und Bogø 119 Großsteingräber aus der Jungsteinzeit bekannt. 38 davon wurden bewahrt und geschützt. 21 davon sind Ganggräber der Trichterbecherkultur (TBK) die zwischen 3500 und 2800 v. Chr. entstanden.
Die Archäologen schätzen, dass die erhaltenen Großsteingräber nur etwa 20 % der ursprünglich gebauten repräsentieren. Auf Møn und Bogø wurden somit ursprünglich über einen Zeitraum von nur 700 Jahren mehr als 190 Großsteingräber erstellt.